# Earl Clark
Earl Rashad Clark (ur. 17 stycznia 1988 w Plainfield) – amerykański koszykarz, grający na pozycji silnego skrzydłowego, obecnie zawodnik Cariduros de Fajardo.
W 2006 wystąpił w meczu gwiazd amerykańskich szkół średnich – McDonald’s All-American. Został zaliczony do IV składu Parade All-American.
Absolwent uniwersytetu Louisville, gdzie grał w drużynie Louisville Cardinals. Profesjonalną karierę rozpoczął, w 2009, gdy Phoenix Suns wybrali go z 14 numerem draftu, lecz w tym klubie spędził tylko rok. 18 grudnia 2010 wziął udział w wymianie, w ramach której trafił do Orlando Magic. 
10 sierpnia 2012 został wymieniony do Los Angeles Lakers. Z powodu kontuzji graczy podkoszowych Lakers (Pau Gasol, Dwight Howard i Jordan Hill), Clark dostał więcej okazji do przebywania na parkiecie. 9 stycznia 2013, przeciwko San Antonio Spurs w 27 minut zanotował 22 punkty i 13 zbiórek. Po tym meczu został przeniesiony do pierwszej piątki i został w niej nawet po powrocie Pau Gasola. W sześciu kolejnych meczach trzykrotnie notował double double. Po trzech latach otrzymywania niewielu szans na grę, teraz grał po blisko 30 minut na spotkanie. Jednakże, w trakcie marca 2013 jego efektywność spadła i został zastąpiony przez Gasola w wyjściowym składzie.
12 lipca 2013, jako wolny agent, Clark podpisał kontrakt z Cleveland Cavaliers.
20 lutego 2014, Clark, wraz z Henry Simsem oraz dwoma wyborami w drugiej rundzie przyszłych draftów, został wytransferowany do Philadelphia 76ers w zamian za Spencera Hawesa, a następnego dnia został przez 76ers zwolniony.
27 lutego 2014 podpisał 10-dniowy kontrakt z New York Knicks. 10 marca podpisał kolejny, jednak po jego zakończeniu, 20 marca, Knicks nie zdecydowali się na zaoferowanie Clarkowi kontraktu do końca sezonu.
6 kwietnia 2015 podpisał kilkuletnią umowę z Brooklyn Nets.
19 czerwca 2020 dołączył do południowokoreańskiego Anyang KGC. 22 grudnia 2020 został zawodnikiem hiszpańskiego Herbalife Gran Canaria.
9 marca 2022 zawarł kontrakt z portorykańskim Cariduros de Fajardo.

## Osiągnięcia
Stan na 10 marca 2022, na podstawie, o ile nie zaznaczono inaczej.
NCAA
- Uczestnik:
  - rozgrywek Elite 8 turnieju NCAA (2008, 2009)
  - turnieju NCAA (2007–2009)
- Mistrz:
  - turnieju konferencji Big East (2009)
  - sezonu regularnego Big East (2009)
- Zaliczony do:
  - I składu turnieju Big East (2009)
  - III składu Big East (2009)

Drużynowe
- Mistrz Czarnogóry (2019)
- Wicemistrz:
  - Ligi Adriatyckiej (2019)
  - Wicemistrz Turcji (2017)
- Zdobywca pucharu Czarnogóry (2019)

Indywidualne
- Uczestnik meczu gwiazd ligi tureckiej (2017)[19]
- Zawodnik miesiąca D-League (listopad 2014)

## Statystyki w NBA
Na podstawie Basketball-Reference.com (ang.)

### Sezon regularny
| Sezon   | Drużyna     | M   | S5 | MPG  | FG%   | 3P%   | FT%   | RPG | APG | SPG | BPG | PPG |
| ------- | ----------- | --- | -- | ---- | ----- | ----- | ----- | --- | --- | --- | --- | --- |
| 2009/10 | Phoenix     | 51  | 0  | 7,5  | 37,1% | 40,0% | 72,2% | 1,2 | 0,4 | 0,1 | 0,3 | 2,7 |
| 2010/11 | Phoenix     | 9   | 0  | 8,0  | 38,7% | –     | 50,0% | 1,9 | 0,4 | 0,1 | 0,3 | 3,2 |
| 2010/11 | Orlando     | 33  | 0  | 11,9 | 44,1% | 0,0%  | 59,5% | 2,5 | 0,2 | 0,2 | 0,5 | 4,1 |
| 2011/12 | Orlando     | 45  | 1  | 12,4 | 36,7% | –     | 72,4% | 2,8 | 0,4 | 0,3 | 0,7 | 2,7 |
| 2012/13 | L.A. Lakers | 59  | 36 | 23,1 | 44,0% | 33,7% | 69,7% | 5,5 | 1,1 | 0,6 | 0,7 | 7,3 |
| 2013/14 | Cleveland   | 45  | 17 | 15,5 | 37,5% | 34,5% | 58,3% | 2,8 | 0,4 | 0,4 | 0,4 | 5,2 |
| 2013/14 | New York    | 9   | 0  | 7,8  | 33,3% | 16,7% | 80,0% | 1,8 | 0,2 | 0,1 | 0,7 | 2,6 |
| 2014/15 | Brooklyn    | 10  | 0  | 9,3  | 36,7% | 28,6% | 25,0% | 2,3 | 0,3 | 0,3 | 0,4 | 2,7 |
| Razem   |             | 261 | 54 | 13,9 | 40,3% | 32,8% | 66,4% | 3,0 | 0,5 | 0,3 | 0,5 | 4,4 |

### Play-offy
| Sezon | Drużyna     | M  | S5 | MPG  | FG%   | 3P%   | FT%   | RPG | APG | SPG | BPG | PPG |
| ----- | ----------- | -- | -- | ---- | ----- | ----- | ----- | --- | --- | --- | --- | --- |
| 2010  | Phoenix     | 3  | 0  | 4,3  | 33,3% | –     | 100%  | 0,7 | 0,3 | 0,3 | 0,0 | 1,3 |
| 2011  | Orlando     | 1  | 0  | 6,0  | 33,3% | –     | –     | 4,0 | 1,0 | 1,0 | 1,0 | 2,0 |
| 2012  | Orlando     | 5  | 0  | 17,6 | 44,4% | –     | 57,1% | 6,6 | 0,2 | 0,4 | 1,0 | 4,0 |
| 2013  | L.A. Lakers | 4  | 1  | 20,5 | 36,8% | 0,0%  | –     | 3,0 | 0,3 | 0,3 | 0,3 | 3,5 |
| 2015  | Brooklyn    | 2  | 0  | 6,5  | 20,0% | 66,7% | –     | 1,0 | 0,0 | 0,5 | 0,0 | 3,0 |
| Razem |             | 15 | 1  | 13,5 | 35,8% | 28,6% | 66,7% | 3,5 | 0,3 | 0,4 | 0,5 | 3,1 |